# Hugh Miller’s Cottage

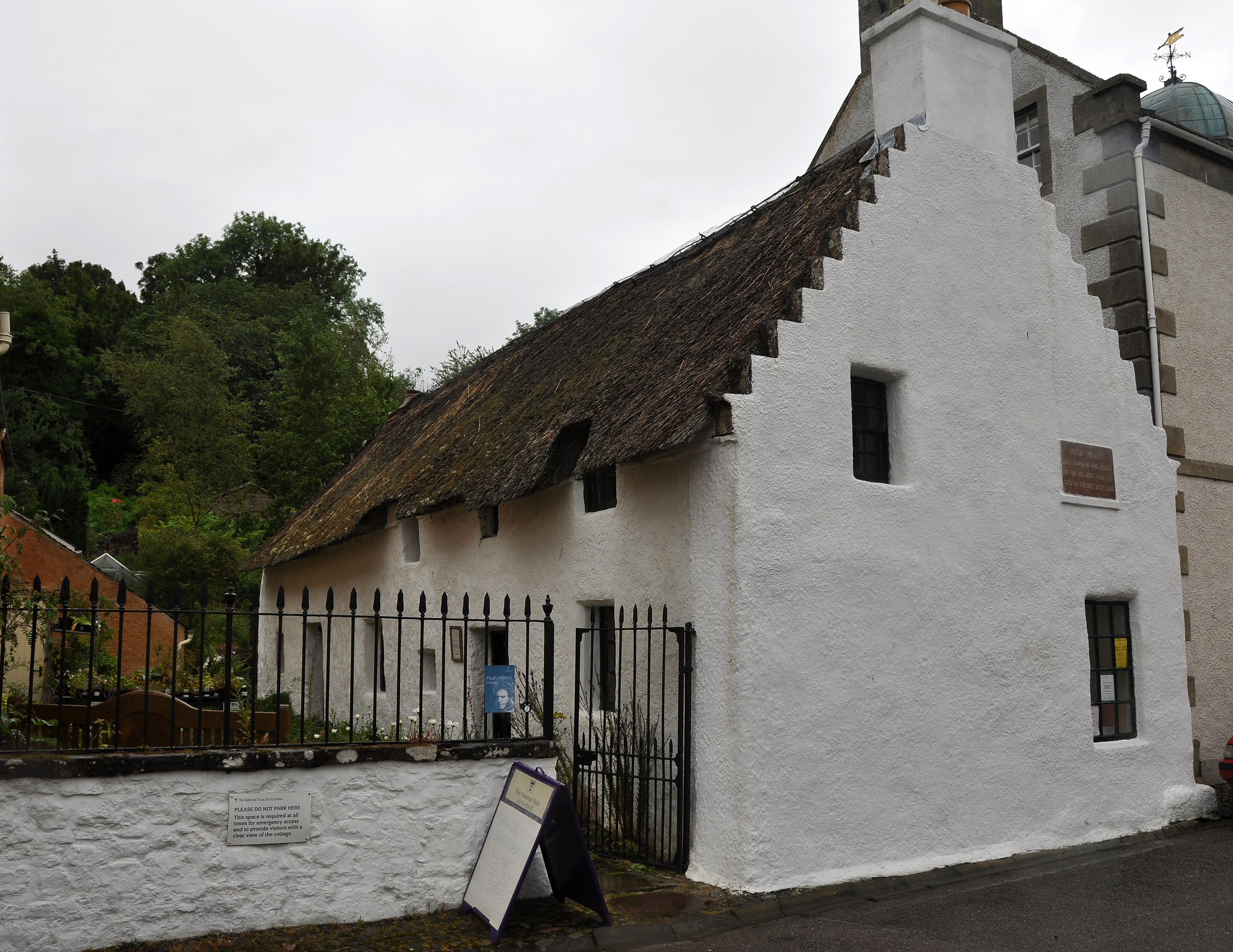
Hugh Miller’s Cottage

Hugh Miller’s Cottage ist ein Wohngebäude in der schottischen Ortschaft Cromarty in der Council Area Highland. 1971 wurde das Bauwerk in die schottischen Denkmallisten in der höchsten Denkmalkategorie A aufgenommen. Zusammen mit dem nebenstehenden Miller House bildet es heute das Hugh Miller’s Birthplace & Museum.

## Geschichte
Das Gebäude wurde im Jahre 1711 errichtet. Damit ist es nur wenige Jahre jünger als die Townlands Barn, die als ältestes erhaltenes Gebäude Cromartys gilt. Erbauer war John Fiddes. Baujahr und Monogramm sind auf der Innenseite des Türsturzes erhalten. Fiddes’ Enkel oder, je nach Quelle, Urenkel, der Geologe, Forscher und Schriftsteller Hugh Miller, wurde 1802 in diesem Haus geboren. Später bewohnte er das nebenstehende Miller House, das vermutlich sein Vater erbaute.
Heute zählt Hugh Miller’s Cottage zu den Gütern des National Trust for Scotland, welcher dort das Hugh Miller’s Birthplace & Museum betreibt. Im Jahr 2024 betrug die Besucherzahl etwa 3.500 Personen.

## Beschreibung
Hugh Miller’s Cottage steht an der Church Street im Südostteil Cromartys. Es handelt sich um ein längliches, zweigeschossiges Gebäude, das traufständig zur Straße ist. Nördlich schließt sich das Miller House an, während südlich das Paye House gegenübersteht.
Seine südostexponierte Hauptfassade ist vier Achsen weit. Sie ist mit Harl verputzt. Zwei Türen führen in den Innenraum. In das Obergeschoss des flachen Wohngebäudes sind drei Fenster eingelassen, die über die Traufe hinausragen. Das abschließende Satteldach mit Stufengiebeln ist reetgedeckt. Die ursprüngliche Eindeckung bestand vermutlich aus Erdsoden, die mit Stroh überdeckt waren. Aufgrund seiner Langlebigkeit wurde Reet im Rahmen der Restaurierung 2010 demgegenüber bevorzugt.
Straßenseitig begrenzt eine kleine Mauer mit aufsitzendem gusseisernem Zaun das Anwesen. Im Garten befindet sich eine Sonnenuhr, die Miller selbst geschaffen hat.